# Kurisumala Ashram
El Kurisumala Ashram es un monasterio cisterciense en la Iglesia católica siro-malankar. "Kurisu" es la traducción de la palabra Cruz, en la lengua Malayalam de Kerala, el pequeño Estado en el extremo sudoeste de la India, "Mala" significa montaña; "Ashram" significa monasterio. Por lo tanto, el nombre describe la comunidad de monjes que practican la austeridad y llevaban una estricta vida monástica en el monte de la Cruz en las altas colinas de Kerala.
Se creó por una invitación de Zacarías Mar Athanasios, el obispo de Tiruvalla, al Padre Francis Mahieu, monje cisterciense de la Abadía de Scourmont, en Bélgica (más tarde conocido como Francis Acharya) que llegó a Kerala para iniciar el ashram. Al pasar el tiempo Bede Griffiths se les unió.